# Flehmen

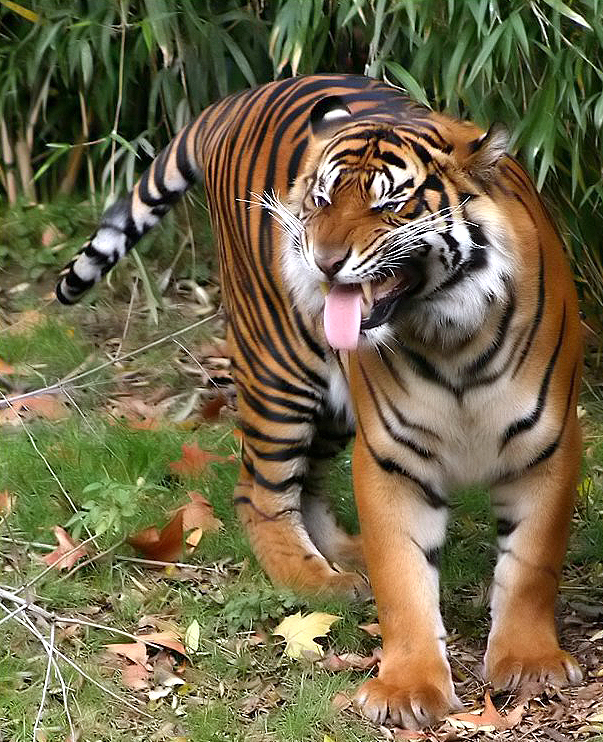
Flehmen osservabile nella Tigre (Tigre di Sumatra)

La smorfia del Flehmen, anche chiamata posizione del Flehmen o reazione del Flehmen (dal verbo tedesco flehmen, traducibile in "mostrare l'arcata superiore dei denti"), consiste nell'incurvare il labbro superiore in un modo caratteristico degli ungulati, felidi e altri mammiferi, ed è una manifestazione comportamentale associata ad una serie di contrazioni dovute all'attivazione del sistema circolatorio di un organo speciale dell'animale, dove un'arteria centrale si rigonfia mentre le vene circostanti consentono il deflusso del sangue, al fine di aspirare feromoni dai canali nasopalatini (o di Stenson), che a seconda delle specie sboccano sia nel naso che nella bocca o solo in uno di questi. Questo meccanismo si alterna in cicli secondo un effetto peristaltico dell'organo stesso, il che facilita appunto l'ingresso di feromoni nell'organo vomeronasale, chiamato anche organo di Jacobson. 

È importante sottolineare che questo comportamento non si verifica in genere con altri segnali biochimici, come i semplici odori, ma solo con i feromoni.

## Come si mostra
Durante il Flehmen, l'animale ritira le labbra in modo simile ad una 'smorfia o sorrisetto'.  In questo modo, quando esamina i feromoni lasciati da altri animali della stessa o differente specie, l'animale espone maggiormente l'organo vomeronasale attirandovi le molecole feromonali, e può così rilevare, ad esempio, il feromone di altri membri della sua stessa specie, o la presenza di prede.  Il Flehmen permette agli animali di determinare la presenza o l'assenza dell'estro, lo stato fisiologico e il tempo trascorso dal passaggio degli animali fiutati.

## Fisiologia
L'organo vomeronasale, parte del sistema olfattivo accessorio, è un organo chemiocettore che gioca un ruolo nella percezione di feromoni. È così chiamato perché è un organo pari a forma cilindrica e si trova ai lati dell'osso vomere, trovandosi sopra il palato, è presente in quasi tutti i mammiferi ed alcuni prinati. Nell'uomo quest'organo non è sempre presente e anche se presente non è mai stata dimostrata alcuna attività. La trasduzione ha come secondo messaggero l'Inositolo trifosfato (IP3).

## Animali che presentano il Flehmen

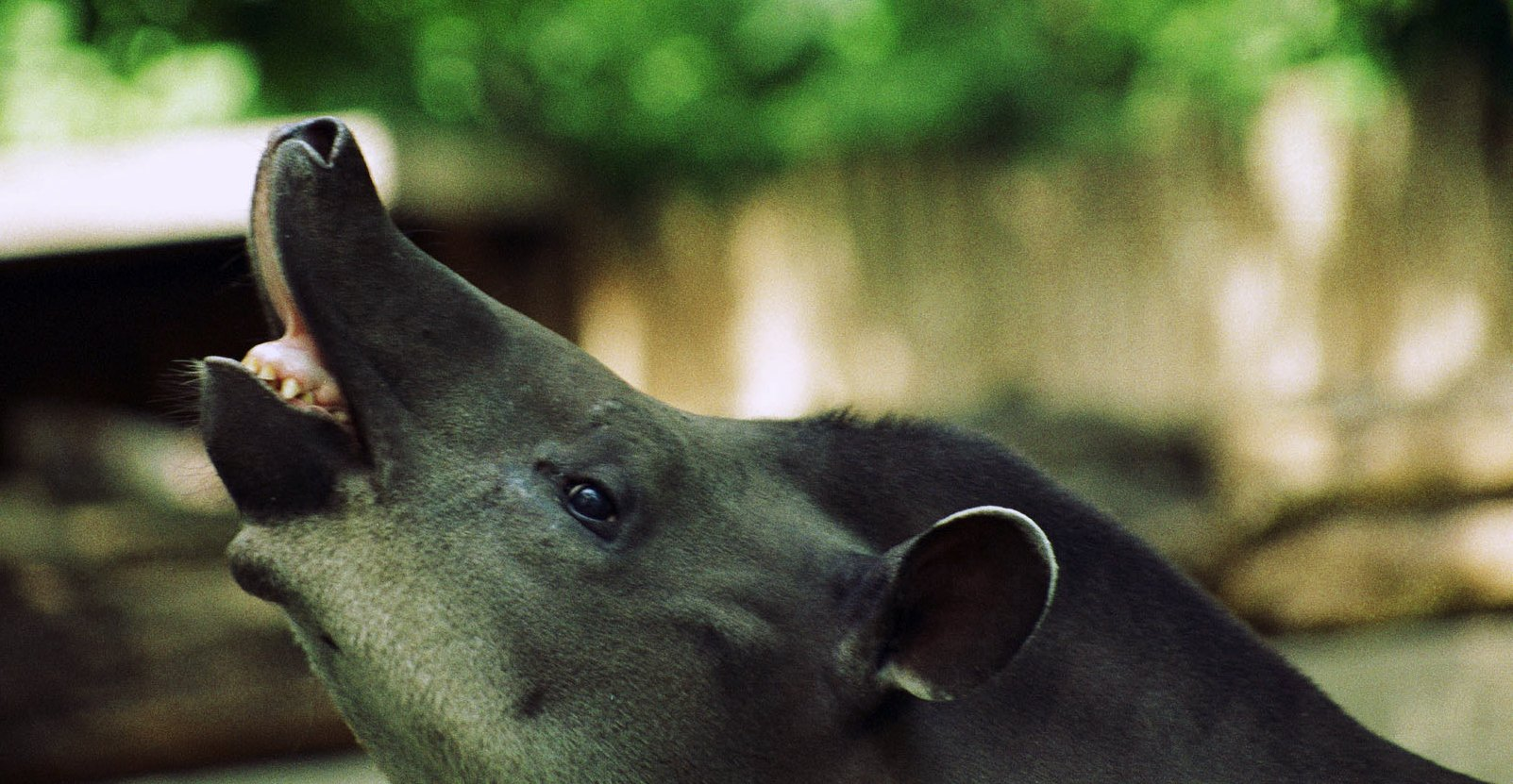
Un tapiro esegue la smorfia del Flehmen

I gatti, incluso il gatto domestico, esibiscono un naturale e facilmente osservabile "sorriso" a denti scoperti per introdurre i feromoni nell'organo. L'organo e la sua funzione vennero descritti nel 1813.
Questo comportamento non è esclusivo dei predatori. È noto anche nei cavalli. Lo si nota, ad esempio quando uno stallone valuta annusando e leccando l'urina di una cavalla in calore. Per rilevare l'estro il maschio di giraffa che esegue il Flehmen assapora anche l'urina delle femmine.
A parte i gatti domestici

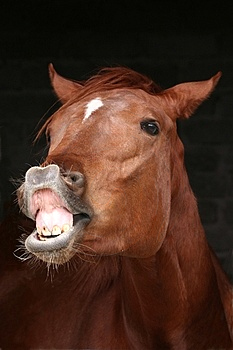
Un cavallo esegue il Flehmen

e i cavalli, altri animali che eseguono il Flehmen includono i bisonti,
tigri,
tapiri, leoni,
giraffe,
capre,
lama e
antilopi kob.
La smorfia del Flehmen è stata osservata in quasi tutte le specie degli ungulati ed alcune specie della famiglia dei Felidi.

## Scopo
I maschi usano comunemente la smorfia del Flehmen come meccanismo vomeronasale per identificare lo stato riproduttivo delle femmine della loro specie sulla base dei feromoni nell'urina o nei genitali delle femmine o altre secrezioni. Ciò è visibile nelle pecore, dove i becchi, quando avvertono i feromoni dei genitali femminili, eseguono il Flehmen più frequentemente il giorno precedente all'estro, ovvero nel periodo di massima ricettività sessuale.
Anche le femmine e i maschi ancora sessualmente immaturi eseguono il Flehmen. Tra i cavalli immaturi, maschi e femmine esibiscono il Flehmen senza distinzione. Anche gli elefanti immaturi rispondono a certi stimoli eseguendo il Flehmen. L'organo vomeronasale dei neonati mostra una maturità strutturale simile a quella degli adulti, ed è funzionale già a sei settimane di età.
Il Flehmen non è limitato alla comunicazione intraspecifica. Le capre rispondono con il Flehmen ai feromoni contenuti in urine di 20 differenti specie, mammiferi e non. Ciò suggerisce che ci sia un elemento comune nelle urine di tutti gli animali, un feromone, che provoca la smorfia del Flehmen. In particolare, i livelli di feromone di una forma modificata di androgeni, ormoni sessuali, sono stati associati al meccanismo del Flehmen nelle capre.
Il Flehmen gioca anche un ruolo nella sincronia riproduttiva tra le femmine, che è stato studiato nell'antilope nera. La frequenza del Flehmen cambia durante le stagioni, con i livelli massimi proprio prima del concepimento. Le femmine di antilope si associano strettamente le une le altre nello stesso stato riproduttivo. Inoltre, il livello di sincronia è predicibile conoscendo la frequenza con cui vengono analizzate le urine femminili. Il Flehmen è usato dalle femmine di antilope nera per regolare il tempismo sia del concepimento che del parto. È stato mostrato che nelle femmine di bisonte americano, il flehmen stimola l'inizio dell'estro e la sincronizzazione degli atti copulativi.

## Chimica del Flehmen
Un animale che manifesta il Flehmen capta sia composti volatili che non volatili, a seconda della specie e del tipo di accesso all'organo. I feromoni possono essere sostanze sia volatili che non, dipende dalle loro dimensioni che variano da circa 100 Dalton, dimensioni molto piccola, a quelle di peptidi, proteine e steroidi.

## Simili risposte
Una smorfia simile a quella del Flehmen può essere vista in associazione al dolore. Nei cavalli, è spesso associata ad un leggero dolore addominale.